# Carcharhinus isodon
Carcharhinus isodon là một loài cá mập trong chi Carcharhinus. Loài cá này phân bố ở phía tây Đại Tây Dương, từ Bắc Carolina tới Brazil. Nó tạo thành đàn lớn tại vùng nước ven biển, và di cư theo mùa sau theo nước ấm. Chúng là loài cá mập tương đối nhỏ, thân mảnh mai. Loài cá mập này có thể được xác định bởi hàm răng giống như kim, màu sắc lưng màu xanh biển-xám tối, và khe mang dài. Chúng đạt chiều dài tối đa 1,9 m (6,2 ft). Chế độ ăn của loài này bao gồm chủ yếu là các loài cá có xương sống nhỏ, đặc biệt là cá mòi dầu. Cũng giống như các thành viên khác trong họ, loài này sinh con, cá cái sinh 2-6 con non trong khu vực sinh sản cửa sông mỗi năm một lần.
Thịt loài này được ưa chuộng, loài cá mập này một thành phần quan trọng của ngành thủy sản đánh bắt cá mập thương mại bằng lưới rê hoạt động ngoài khơi phía đông nam Hoa Kỳ. Đánh giá số lượng loài này cho thấy ngành thủy sản Hoa Kỳ không gây đe doạ cho loài cá mập này ở Hoa Kỳ. Liên minh Quốc tế Bảo tồn Thiên nhiên (IUCN) do đó đã liệt kê loài này vào nhóm loài ít quan tâm, mặc dù không có dữ liệu có sẵn cho loài thủy sản này ở Nam Mỹ.